# 天蚕糸

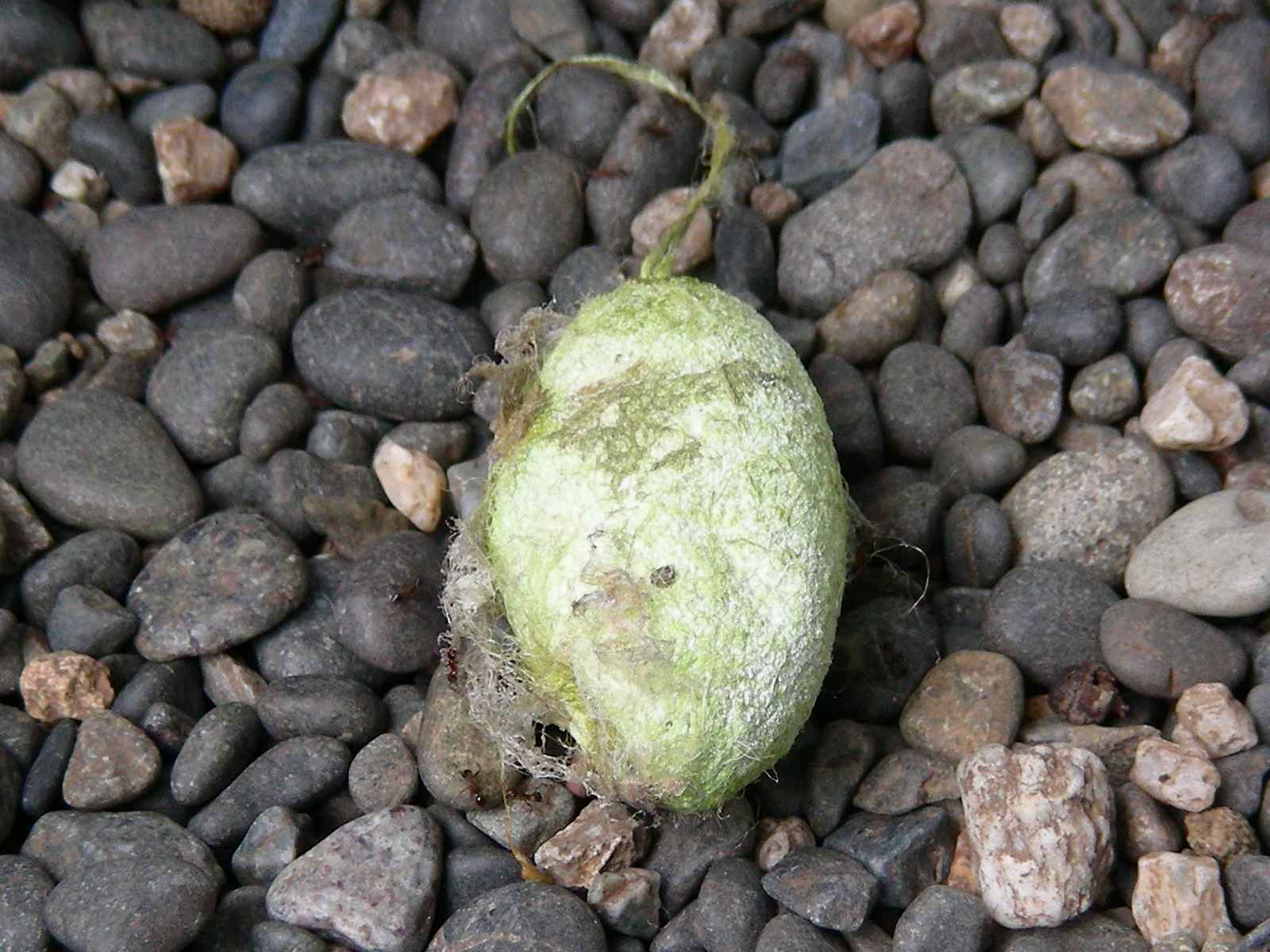
天蚕（ヤママユ）の繭

天蚕糸（てぐすいと、てぐす、てんぐすいと、てんぐす、てんさんし）は、天蚕（ヤママユ）の繭からとった天然の繊維である。

## 性質
萌黄色の独特の光沢を持ち、絹に比べて軽くて柔らかいのが特徴である。糸の中に空気が入っているために保温性が高い。また、染料を吸着しにくいために濃く染まらない性質を利用して、家蚕糸と混織し後染めすることで濃淡をつけることも行われている。

## 歴史
天蚕は日本・台湾・朝鮮半島・中国に分布する絹糸虫である。鱗翅目ヤママユガ科に属する蛾の幼虫で、和名をヤママユ（山繭、学名：Antheraea yamamai）と呼ぶ。
日本ではもともと全国の山野に自然の状態で生息している蚕で、古くは木の枝についている繭を集めてきて糸に紡いだ。天蚕の餌となるクヌギの枝に卵をつける「山つけ」という作業を経ることで、都合の良い場所で繭を得ることができる。こうした人工飼育を最初に始めたのは、長野県安曇野市の有明地区であるとされている。
天蚕は家蚕に比べて史書に記録される機会が少なく、文政11年（1828年）に刊行された『山繭養法秘伝抄』などが存在するだけである。
また明治時代以降、皇居の紅葉山御養蚕所で歴代皇后が天蚕を育てることが伝統になっている。

### 有明の歴史
長野県安曇野市穂高有明では、天明年間（1781年 - 1789年）から天蚕飼育が始められた。周辺は穂高連峰の山麓につながる高原で、松・杉とともにクヌギ・ナラ・柏などが群生していたので、多数の天蚕が生息していた。
享和年間（1801年 - 1804年）になると、飼育林を設けて農家の副業として飼養され、文政年間（1818年 - 1830年）には穂高や近郷の松本・大町等の商人により繭が近畿地方へと運ばれ、広島名産の山繭織の原料にもなった。嘉永年間（1848年 - 1854年）頃には、糸繰りの技術も習得し、150万粒の繭が生産された。
明治20年（1887年）から明治30年が天蚕の全盛期で、山梨県や北関東などの県外へ出張して天蚕飼育を行った。明治31年には有明村の過半数の農家が天蚕を飼育するに至る。面積3000haからの出作分を含めて800万粒の繭が生産され、天蚕飼育の黄金時代であった。しかし、焼岳噴火の降灰による被害や、第二次世界大戦により出荷が途絶え、幻の糸になってしまった。
昭和48年（1973年）に復活の機運が高まり、天蚕飼育が再開された。安曇野市天蚕センターで、飼育・飼育関連イベント・製品展示などが行われている。

## 天蚕の飼育
天蚕は家蚕のように桑の木を育てる手間はないが、繊細な虫であり人工飼育するには細かな配慮がなされる。飼育場所として日当たりと水はけの良い、乾燥気味の場所が適している。放飼期前にホルマリン液で飼育場所を消毒し、病害虫から天蚕を守る必要がある。天蚕の病気には、微粒子病・膿病・軟化病・硬化病などがあるが、とくに皮膚に黒い斑点の現れる微粒子病は経卵伝染する恐ろしい病気である。
天蚕の飼育には山飼いと桶飼いの二つの方法がある。山飼いは植栽した樹園を作って飼育するものであり、桶飼いは水を入れた容器に小枝を差して飼育する方法である。色が良く、繭層の厚いものが良い繭である。

## 製糸工程
一般的に以下の手順で行われる。
殺蛹
天蚕繭は、羽化するまで約40日あるが、生繭で繰り糸をする以外は、燻蒸などにより蛹を殺す。
貯蔵
風通しの良いところでカビの発生を防ぎながら保管する。
選繭
自然の中でつくられた繭は不揃いなので、繰り糸を容易にするために選繭し、不良の繭を取り除く。
煮繭
天蚕は、雨水などから中の蛹を保護するために蝋分を多く含んでいて水を通しにくくなっている。ある程度の時間をかけて煮ることによって、糸引きの過程での切断やもつれを防ぐ。
繰り糸
座繰り機などを用いて、鍋の湯で煮繭しながら糸口を求め、5 - 7粒の繭の糸を縒り合わせて一本の糸にする。天蚕繭の場合は、繭の構造から外層部を手で一皮めくって糸口を見つける方法をとらねばならない。
揚げ返し
小枠に巻き取られた天蚕糸を大枠に巻き替える。
仕上げ
大枠から外して二つ折りにして結束する。
天蚕繭の製糸は、家蚕の繭に比べて解除率が悪く、作業効率が悪い。

## 中国の養蚕状況
中国では柞蚕（さくさん）と樟蚕およびひま蚕の3種を利用している。
柞蚕（学名：Antheraea pernyi）はコナラ・クヌギ・カシワ・ナラなどの葉を食して生育する。生育は春・夏の2季である。糸質は家蚕より幾分粗いが耐久力があり、衣料・カーテン・パラシュートなどに利用される。三大産地は遼東半島・山東丘陵・河南省の伏牛山地である。
樟蚕（和名：テグスサン、学名：Eriogyna pyretoum）は江西省・広東省・広西省および台湾に産する。クス・カエデで飼養され、樟蚕糸は強くて耐久性があるため釣り糸用として利用される。この釣り糸は魚には見えにくく、一般には上物といわれている。
ひま蚕（学名：Samia cynthia ricini ）の主要生産地は山東省・河北省・河南省・安徽省・広東省・広西省であり、ヒマとタピオカの葉を利用しての生産が進んでいる。

## テグスと天蚕糸
テグスは漢字で「天蚕糸」と書き、もともとはテグスサン（学名：Eriogyna pyretorum/Saturnia pyretoum）の幼虫の絹糸腺から取られる糸のことであった。のちに釣り糸、さらにはナイロンなどの合成繊維でできた糸のことを一般にテグスというようになった。